# Estat Valencià del Benestar
Estat Valencià del Benestar fou una coalició electoral formada per a les eleccions generals espanyoles del 2023, amb la participació de República Valenciana-Partit Valencianista Europeu i Via Mediterrània.
Presentant-se a la Circumscripció Electoral de València, el seu cap de llista fou Enric Bataller i Ruiz, exdiputat de Compromís, que va obtenir 1.400 vots (0.05%).